# Eelco Bouma
Eelco Bouma (Leiden, 9 november 1964) is een voormalig Nederlandse golfprofessional.

## Erelijst (amateur)
- Nederlands Team Member 1984-1989.
- 1986: Nederlands Kampioenschap Foursome de 'Army Tankard', met broer Yme Bouma
- 1985: Nederlands Kampioen Clubteams Koninklijke Haagsche
- 1989: Clubkampioen op de Haagsche
- 1987: Nederlands Kampioen Clubteams Koninklijke Haagsche
- 1988: Nederlands Kampioenschap Foursome, de 'Army Tankard', met broer Yme Bouma
- 1988: Nederlands Amateurkampioen
- 1987: 3de WK studenten St Andrews.

In 1988 speelde Bouma voor Nederland de Wereldkampioenschappen Eisenhower Trophy met Joost Steenkamer, Constant Smits van Waesberghe en Stephan Lovey.
Hij kwam ook uit voor Nederland tijdens het EK 1986 in Eindhoven.

## Professional
Bouma probeerde in 1988 en 1990 een European Tourkaart te bemachtigen via de Tour School, maar liep die beide keren op twee slagen mis. In 1990 werd hij professional. Hij speelde jarenlang in de top twintig op de Dutchtour en werd winnaar van onder meer pro-am's van het NK matchplay  op Geysteren en Wouwse Plantage. 
Later concentreerde hij zich op lesgeven. Hij is getrouwd en heeft drie zonen: Taeke, Boet en Wieger.

Zijn opleiding heeft hij afgerond op GC BurgGolf Zoetermeer. Daarna heeft hij lesgegeven bij Golfclub Zeegersloot (tien jaar), Dutch Golf in Hattem en Putten, Golfcentrum Weesp en Golfclub Spanderbosch (Hilversum). Tevens begeleidde hij zakelijke golftoernooien, zoals in 2008 de Itera Open.
Naast golfen heeft hij een aantal jaren Hoofdklasse 1984- 1994 hockey gespeeld bij Hockey Club Klein Zwitserland.
Met als hoogtepunten twee maal deelname EK clubteams in Barcelona en Frankental.
Vanaf 2010 tot 2016 was hij werkzaam als jeugdtrainer/coach op de Gooische hockeyclub. Vanaf 2017 JB1 Huizen en tot op heden Jongste Jeugdcoordinator op Huizer hockeyclub. Tevens geeft hij jeugdtrainingen op hockeyclub Laren en Spandersbosch waar hij Ja1 
en Heren 1 traint..

## Trivia
- Op Golfclub Zeegersloot wordt sinds het begin van de jaren 90 jaarlijks de Sjoerd Bouma Trophee gespeeld. Deze is vernoemd naar Sjoerd Bouma (1937-1993), de vader van Eelco. Het is de eerste landelijke jeugdwedstrijd in Nederland, door hem opgezet terwijl hij daar voorzitter was.
- Tegenwoordig is Eelco werkzaam als hockeytrainer bij, onder andere, de Larensche Mixed Hockey Club, Gooische en Spandersbosch.